# Rừng Romincka
Rừng Romincka (tiếng Ba Lan: Puszcza Romincka, Tiếng tiếng Litva: Romintos giria), còn được biết đến với cái tên Les (tiếng Nga: Красный лес) hoặc Rominte Heath (tiếng Đức: Rominter Heide), Là một rừng và sức khỏe cảnh quan mở rộng trải dài từ phía đông nam của Nga Kaliningrad ở phía đông bắc của tỉnh Warmińsko-Mazurskie ở Ba Lan. Vùng sinh thái palaearctic là một phần của quần xã rừng Taiga và boreal.

## Từ nguyên
Tên rừng của Ba Lan và Đức, như sông Rominta / Rominte và khu định cư của Rominty/Rominten, có nguồn gốc từ rom âm tiết tiếng Litva, có nghĩa là yên tĩnh, vì khu rừng nằm trong vùng đất được gọi là Litva. Tên tiếng Nga, Krasnoyny Les, có nghĩa là "Rừng đỏ".

## Địa lý
Tổng diện tích của cảnh quan Romincka là khoảng 250 kilômét vuông (97 dặm vuông Anh), trải dài từ Quận Hồ Masurian ở phía tây nam đến biên giới với Litva tại Hồ Vištytis ở phía đông. Phần phía nam Ba Lan (khoảng một phần ba diện tích) bao gồm một khu vực được bảo vệ được gọi là Công viên Cảnh quan Puszcza Romincka.
Sông Krasnaya chảy qua rừng Romincka. Các khu định cư chính trong khu vực bao gồm Krasnolesye ở Kaliningrad Oblast, cũng như Żytkiejmy và Gołdap ở Ba Lan.

## Lịch sử

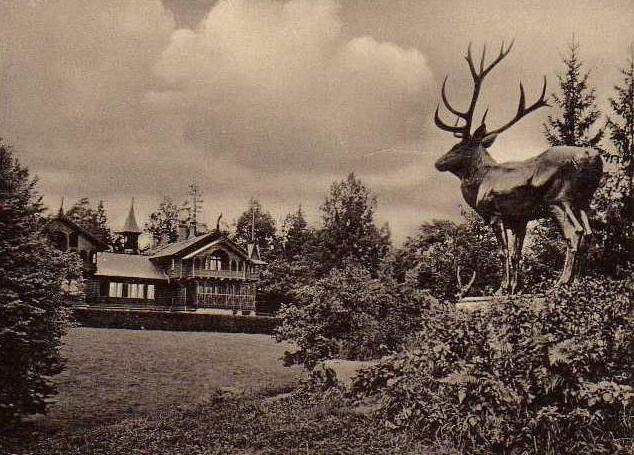
Nhà nghỉ săn bắn Rominten, bưu thiếp năm 1914

Một phần của khu vực lịch sử Đông Phổ, các khu rừng mở rộng được biết đến với quần thể hươu đỏ và trở thành nơi săn bắn phổ biến của các hoàng tử Hohenzollern cai trị Công tước Phổ từ năm 1525. Một phần của Đế quốc Đức từ năm 1871 trở đi, một tiền đề rộng lớn ở Rominter Heide đã được Hoàng đế Wilhelm II mua lại, người đã xây dựng Rominten Hunting Lodge ở đây vào năm 1891, bao gồm một nhà nguyện dành riêng cho Saint Hubertus. Những cảnh săn bắn được thực hiện bởi các họa sĩ đáng chú ý như Richard Friese (1854-1918).
Bị cướp bóc bởi các lực lượng Nga trong Thế chiến I, nhà nghỉ săn bắn và căn cứ vào sự từ chức của Wilhelm năm 1918 đã được Nhà nước Tự do Phổ quản lý; Bộ trưởng-Tổng thống Otto Braun là khách thường xuyên. Sau đó, các khu nhà đã bị Bộ trưởng Đức Quốc xã Hermann Gotring chiếm giữ, nơi Reichsjägerhof Rominten được xây dựng gần đó vào năm 1936. Nó cũng từng là trụ sở của Gotring trong Chiến dịch Barbarossa của Đức năm 1941.
Hiệp định Potsdam của Đồng minh sau Thế chiến II đã phân chia khu vực giữa Cộng hòa Ba Lan tái lập và Liên Xô. Lịch sử của khu vực Đức được ghi lại tại Bảo tàng khu vực Đông Phổ ở Lüneburg và tại Bảo tàng Săn bắn và Câu cá Đức ở Munich. Trong những năm gần đây, du lịch săn bắn đã trở nên phổ biến.